# رايموند هوغن
رايموند هوغن (8 مايو 1932 في أستراليا - 25 نوفمبر 1995) (بالإنجليزية: Raymond Hogan)‏ هو لاعب كريكت أسترالي. لعب مع نادي مقاطعة نورثامبتونشير للكريكت ‏.

## وصلات خارجية
- رايموند هوغن على موقع إي آس بي آن كريك إنفو (الإنجليزية)